# Sphictostethus calvus
Sphictostethus calvus är en stekelart som beskrevs av Harris 1987. Sphictostethus calvus ingår i släktet Sphictostethus och familjen vägsteklar. Inga underarter finns listade i Catalogue of Life.